# Bayraktar TB3
Baykar Bayraktar TB3 (укр. «Байракта́р ТБ3») — турецький ударний оперативно-тактичний середньовисотний безпілотний літальний апарат (БПЛА) з великою тривалістю польоту, здатний здійснювати посадку та зліт на короткій відстані. Зараз він розробляється компанією Baykar Makina через відсутність літаків для розміщення на десантному кораблі TCG Anadolu . Передбачалося, що корабель буде оснащений винищувачами Lockheed Martin F-35B Lightning II, але після вилучення Туреччини з програми закупівель судно увійшло в процес модернізації, щоб дозволити йому приймати БПЛА на палубу. 

## Розробка
У лютому 2021 року голова Presidency of Defense Industries (SSB) Ісмаїл Демір заявив, що новий БПЛА, який розробляє Baykar Makina, буде розміщено на турецькому десантному кораблі TCG Anadolu.  Bayraktar TB3 є морською версією Bayraktar TB2 та оснащений двигуном компанії Tusaş Engine Industries (TEI).  Демір заявив, що від 30 до 50 БПЛА Bayraktar TB3 зможуть приземлятися та злітати з палуби TCG Anadolu.   27 березня 2023 року директор Baykar Technology Сельчук Байрактар поділився першим зображенням Bayraktar TB3. Перший політ безпілотника відбувся 27 жовтня 2023.

## Загальні відомості

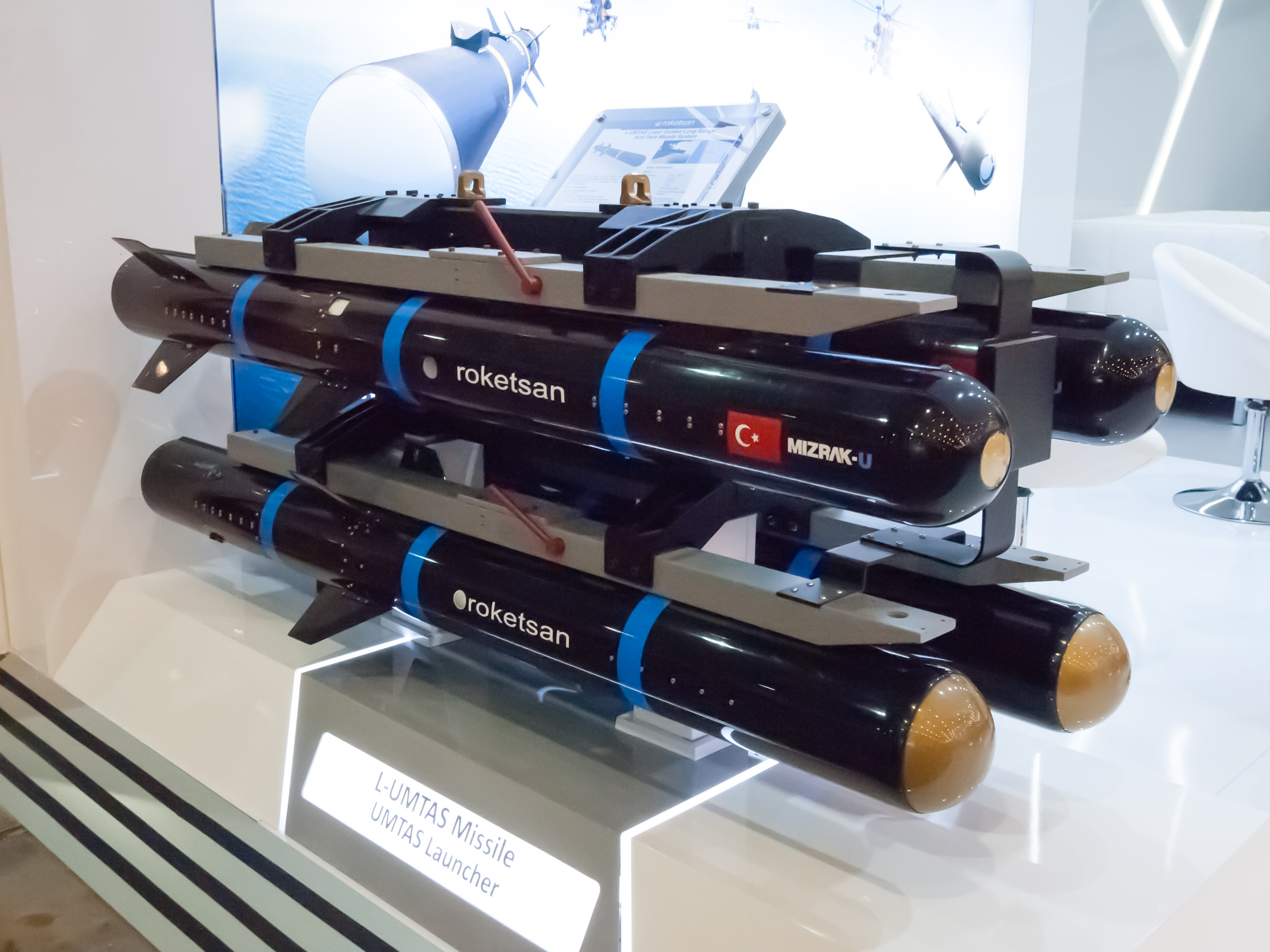
Ракети UMTAS на виставці

### Характеристики
- Довжина: 8,35 м
- Висота: 2,6 м
- Розмах крила: 14 м
- Максимальна злітна маса: 1450 кг
- Вантажопідйомність: 280 кг
- Двигун: 1 × TEI PD170 (очікується)
- Максимальна швидкість: 300 км/год
- Крейсерська швидкість: 232 км/год
- Дальність зв'язку: прямої видимості
- Автономність: 24+ год[9]

### Озброєння
- Має 6 точок підвіски для високоточний бомб та ракет
  - L-UMTAS (Протитанковий ракетний комплекс великої дальності) [10]
  - MAM : високоточні боєприпаси MAM-C, MAM-L і MAM-T [11] [12] [13]
  - Rocketsan Cirit (70 мм ракета з лазерним наведенням) [14]
  - Ракети з лазерним наведенням TUBITAK-SAGE BOZOK [15]
  - TUBITAK-SAGE TOGAN [16] 81-мм мінометний боєприпас класу повітря-поверхня [17]

### Авіоніка
- Взаємозамінні датчики зображення та націлювання EO/IR/LD або багаторежимний радар AESA:
  - Aselsan CATS EO/IR/LD датчик зображення та націлювання (очікується)